# Kolonia Inwalidzka
Kolonia Inwalidzka est une localité polonaise de la gmina de Kunów, située dans le powiat d'Ostrowiec en voïvodie de Sainte-Croix.